# Хякутаке (комета)
Кометата Хякутаке (Hyakutake; формално означение C/1996 B2) е комета, открита на 31 януари 1996 година, която преминава много близо до Земята през месец март същата година. Преминаването ѝ е едно от най-близките преминавания на комети през предишните 200 години. Кометата Хякутаке е много ярка в нощното небе и бива видяна по целия свят. Появяването ѝ временно отвлича вниманието от многоочакваната комета Хейл-Боп, която по това време наближава вътрешните части на Слънчевата система.
Научните наблюдения на кометата довеждат до няколко открития. Най-изненадващото за учените е установяването за пръв път на ренгеново излъчване от комета, за което се смята, че е причинено от взаимодействието на йонизирани частици от слънчевия вятър с неутрални атоми от кометната кома. Космическата сонда „Одисей“ неочаквано пресича опашката на кометата на разстояние повече от 500 милиона km от ядрото, показвайки, че кометата Хякутаке има най-дългата известна опашка сред кометите.
Кометата Хякутаке е дългопериодична. Преди най-скорошното ѝ преминаване през Слънчевата система, орбиталният ѝ период е около 17 000 години, но гравитационното въздействие на планетите-гиганти го увеличава на 100 000 години.

## Откриване
Кометата е открита на 31 януари 1996 година от Юджи Хякутаке (百武裕司, Hyakutake Yūji), астроном-любител от южна Япония. Той се занимава с търсене на комети от години и се е преместил в префектурата Кагошима отчасти заради по-тъмното небе в близките селски райони. В нощта на откритието той използва мощен бинокъл с шест-инчови (152 mm) обективи за да претърсва небето.
Тази комета всъщност е втората комета Хиакутаке – японецът е открил кометата C/1995 Y1 няколко седмици по-рано. Докато наблюдава повторно първата си комета (която никога не става видима с невъоръжено око) и околното небе, Хякутаке изненадващо открива друга комета на почти същото място където е била първата. Едва вярвайки, че е направил второ откритие толкова скоро след първото, Хякутаке докладва за наблюдението си на Националната астрономическа обсерватория на Япония на следващата сутрин. По-късно същия ден откритието е потвърдено от независими наблюдения.
По времето на откриването си кометата блести с величина от 11 и има кома с размер от около 2,5 ъглови минути. Намира се на около 2 астрономически единици (AU) от Слънцето. По-късно е открито изображение на кометата отпреди откриването на снимка направена на 1 януари, когато кометата е на 2,4 AU от Слънцето и има величина от 13,3.

## Орбита
Когато орбитата на кометата е изчислена за пръв път, учените осъзнават, че тя ще премине на само 0,1 AU от Земята на 25 март. Само четири комети през предишния век са преминали по-близо. По това време кометата Хейл-Боп вече се обсъжда като възможна „голяма комета“, но астрономическата общност осъзнава, че Хякутаке може също да стане зрелищна заради близкото си преминаване.
Освен това, орбитата на кометата показва, че за последно е била във вътрешната част на Слънчевата система около 17 000 години по-рано. Тъй като кометата вероятно е преминавала покрай до Слънцето няколко пъти преди това, преминаването през 1996 г. не би било първото ѝ пристигане от облака на Оорт, място, откъдето идват комети с орбитален период от милиони години. Комети, навлизащи във вътрешността на Слънчевата система за пръв път могат да станат ярки много бързо, преди да избледнеят като доближат Слънцето, когато слой от много летлив материал върху тях се изпари. Така се случва с кометата Кохоутек през 1973 г. – първоначално тя бива разгласена като потенциално зрелищна, но се оказва, че е само умерено ярка. По-старите комети следват по-последователен модел на промяна на яркостта, така че всички показатели сочат, че кометата Хякутаке ще е ярка.

## Преминаване покрай Земята
Кометата Хякутаке става видима за невъоръжено око в началото на март 1996 г. Към средата на март, кометата все още е доста незабележителна и е от четвърта величина с опашка дълга около 5 градуса. Приближавайки точката на най-голяма близост до Земята, тя бързо става по-ярка и дължината на опашката ѝ нараства. Към 24 март, кометата е един от най-ярките обекти в нощното небе и опашката ѝ се разпростира на 35 градуса. Кометата има забележимо синьо-зеленикав цвят.
Кометата преминава най-близо до Земята на 25 март и се движи толкова бързо през нощното небе, че движението ѝ може да бъде забелязано на фона на звездите само за няколко минути – тя прекосява диаметъра на пълна луна (половин градус) на всеки 30 минути. Наблюдатели оценяват величината ѝ на около 0, и са докладвани дължини на опашката достигащи до 80 градуса. Нейната кома, вече близо до зенита за наблюдателите в средните северни ширини, има видим размер от приблизително 1,5 до 2 градуса на ширина, грубо четири пъти колкото диаметъра на пълна луна.
Тъй като кометата Хякутаке блести с най-голямата си яркост само за няколко дни, тя не успява да плени въображението на обществото по същия начин, по който кометата Хейл-Боп го прави на следващата година. В частност, много наблюдатели в Европа не успяват да видят кометата във върховата ѝ точка заради неблагоприятни метеорологични условия.

## Перихелий и след това
След приближаването си до Земята, кометата избледнява до втора величина. Тя достига перихелий на 1 май 1996 г., като отново увеличава яркостта си и показва опашка от прах в допълнение към опашката от газ, която се вижда при преминаването покрай Земята. По това време обаче тя е твърде близо до Слънцето и не се вижда толкова лесно. По време на преминаване през перихелия си кометата е наблюдавана от спътника SOHO.
Разстоянието от кометата до Слънцето при перихелий е 0,23 AU, доста навътре от орбитата на Меркурий.
След преминаването през перихелий, кометата избледнява бързо и губи видимостта с просто око до края на месец май. Орбиталният ѝ път бързо я отвежда в южното небе, но след перихелия кометата е наблюдавана много по-малко. Последното известно наблюдение на кометата Хякутаке е извършено на 2 ноември.
Кометата Хякутаке е преминала през вътрешната част на Слънчевата система преди около 17 000 years ago; гравитационното взаимодействие с газовите гиганти по време на преминаването през 1996 г. разпъват изключително нейната орбита и изчисленията показват, че тя няма да се върне във вътрешността на Слънчевата система за около 72 000  до 114 000 години.